# Cantonul Marseille-Saint-Mauront
Cantonul Marseille-Saint-Mauront este un canton din arondismentul Marseille, departamentul Bouches-du-Rhône, regiunea Provence-Alpes-Côte d'Azur, Franța.